# سوئومن‌لینا
سوئومِن‌لیننا (انگلیسی: Suomenlinna) یک محله متشکل از ۸ جزیره کوچک در ۴ کیلومتری جنوب شرقی هلسینکی، پایتخت فنلاند است. چندین سازه نظامی شامل قلعه‌های قدیمی در این جزایر کوچک وجود دارد. سوئومن‌لیننا میراث جهانی یونسکو است.